# Красная черта (фильм)
«Красная черта» (англ. Redline) — фантастическое полнометражное аниме, снятое режиссёром Такэси Коикэ на студии Madhouse и выпущенное 9 октября 2010 года в Японии. Сценарий написан Кацухито Исии, который также был звукорежиссёром.
Фильм рассказывает о далёком будущем, где гонщик, известный как Джей Пи, идёт на большой риск, желая выиграть известные на всю галактику гонки.
После семи лет производства «Красная черта» планировалась к показу на фестивале анимации во французском городе Анси. Однако премьера оказалась перенесена на несколько месяцев, в итоге фильм был показан 14 августа 2009 года на кинофестивале в Локарно. В России издателем являлась компания Reanimedia. Установлено возрастное ограничение — зрителям, достигшим 14 лет.

## Сюжет
Джей Пи по прозвищу «Очаровашка» почти выиграл гонку «Жёлтая черта», в которой участвуют разные расы пришельцев, использующие мощные машины с реактивными двигателями, но его машина была заминирована его другом и механиком Фрисби, сговорившимся с мафией. После инцидента, находясь в больнице, Джей Пи узнал, что благодаря отказу пары участников от соревнований, он допущен к гонке «Красная черта» — самой опасной и известной гонке в галактике.

## Персонажи
JP, Джошуа Панкхед (яп. ジョシュア・パンクヘッド Дзёсюа Панкухэддо) — 

Сэйю: Кимура Такуя
Соноси МакЛарен (яп. ソノシー・マクラーレン Соноси: Макура:рэн) — победитель последней гонки «Жёлтая черта».

Сэйю: Ю Аои
Линчман (яп. リンチマン Ринтиман) — наёмный убийца.

Сэйю: Тацуя Гасюин
Джонни Боя (яп. ジョニーボーヤ Дзёни:бо:я) — 

Сэйю: Ёсинори Окада
Трава (яп. トラヴァ Торава) — 

Сэйю: Кандзи Цуда
Синкаи (яп. シンカイ) — 

Сэйю: Ёсиюки Морисита
Боибои (яп. ボイボイ) — 

Сэйю: Аканэ Сакаи
Босбос (яп. ボスボス Босубосу) — 

Сэйю: AKEMI
Мики (яп. 三木) — 

Сэйю: Сюнъитиро Мики
Тодороки (яп. 轟木) — 

Сэйю: Икки Тодороки
Гори Райдер (яп. ゴリライダー Горирайда:) — 

Сэйю: Дайсукэ Гори
Машинхед Тэцудзин (яп. マシンヘッド鉄仁 Масинхэддо Тэцудзин) — 

Сэйю: Кодзи Исии
Президент Робоворлд (яп. ロボワールド大統領 Робова:рудо дайто:рё:) — 

Сэйю: Косэй Хирота
Полковник Болтон (яп. ボルトン大佐 Борутон тайса) — 

Сэйю: Унсё Исидзука
Дэидзуна-младший (яп. デイズナ弟 Дэйдзуна ото:то) — 

Сэйю: Кэнта Миякэ
Дэидзуна-старший (яп. デイズナ兄 Дэйдзуна ани) —
Доктор Сабодзу (яп. サボーズ博士 Сабо:дзу хакасэ) —
Министр обороны Титан (яп. タイタン国防長官 Тайтан кокубо:тё:кан) — 

Сэйю: Кэнъю Хориути
Фрисби (яп. フリスビー Фурисуби:) — 

Сэйю: Таданобу Асано
Могура-оядзи (яп. もぐらオヤジ Могура оядзи) — 

Сэйю: Такэси Аоно
Босс Инуки (яп. イヌキ組長 Инуки кумитё:) — 

Сэйю: Тё

## Производство
Производство фильма заняло семь лет и включает около 100 тыс. нарисованных от руки кадров.

## Критика
20 место в списке 100 лучших аниме-фильмов согласно журналу Paste. Борис Иванов из редакции сайта Hi-Fi.ru поместил «Красную черту» на 78 позицию среди 100 лучших аниме за всю историю кино.